# Wirusy Umysłu
Zasugerowano, aby zintegrować ten artykuł z artykułem wirus umysłu. Nie opisano powodu propozycji integracji.
Wirusy Umysłu (ang. Viruses of the Mind) esej napisany przez Richarda Dawkinsa w 1991 odnoszący się do memetyki i używający analogii wirusa biologicznego i wirusa komputerowego oraz schorzeń i epidemiologii do analizy rozprzestrzeniania się idei i zachowań (tzw. wirus umysłu). Szczególnie koncentruje się na zagadnieniach wierzeń i zachowań religijnych. Utworzył w nim pojęcie zarażonego wiarą (faith-sufferer). Esej został włączony do książek Dennett and His Critics: Demystifying Mind i A Devil's Chaplain.
Druga część dwuczęściowego programu telewizyjnego Dawkinsa "Źródło wszelkiego zła?" (The Root of All Evil?, 2006) dotyczy podobnych zagadnień i ma podobny tytuł Wirus wiary (The Virus of Faith).

## Treść
Dawkins definiuje "objawy" zarażenia "wirusem religii", przedstawiając przykłady i szukając powiązań pomiędzy elementami religii i ich zdolnościami do przeżycia (używając analogii ewolucyjnych w zastosowaniu do wyznawców religii). Opisuje religijne przekonania jako "pasożyty umysłu".
Według niego przekonania religijne w "zarażonym wiarą" zwykle charakteryzują się następującymi objawami:
- żywi głębokie, wewnętrzne przekonanie, że coś jest prawdziwe, właściwe lub zacne, to przekonanie nie wydaje się mieć cokolwiek wspólnego z dowodami lub uzasadnieniem, jednak jest dla wyznawcy całkowicie nie do odparcia i przekonujące
- zwykle dumny jest ze swej mocnej i niezachwianej wiary, choć jej przedmioty nie są oparte na żadnych dowodach
- przekonany jest, że "tajemnica" jest dobrą rzeczą jako taka (per se), wierzy, że nie powinno się rozwiązywać tajemnic, ale je w radości przeżywać i cieszyć się ich zagadkowością
- mogą występować nietolerancyjne zachowania wobec konkurencyjnych religii, nawet zabójstwa lub pochwała zabójstw, wyznawcy mogą być agresywni również wobec apostatów i heretyków (nawet jeśli "heretycy" należą do bardzo niewiele różniącej się religii - jak to było w przypadku podziałów w chrześcijaństwie)
- to jakie konkretne przekonania żywi wyznawca, nie ma nic wspólnego z dowodami, ale jest duże prawdopodobieństwo, że te przekonania będą identyczne jak jego rodziców
- jeśli wyznawca jest rzadkim przypadkiem mającego odmienne przekonania niż jego rodzice, wyjaśnieniem może być nawrócenie przez mającego silną osobowość duchownego
- osobiste doświadczenia mogą wykazywać uderzające podobieństwa do przeżyć zwykle kojarzonych z miłością

Dawkins podkreśla, że przekonania religijne nie rozprzestrzeniają się z powodu wspierających je dowodów, ale zwykle odbywa się to na drodze przekazu kulturowego. To odróżnia religię od nauki, która musi spełniać wymogi metodologiczne "testowalność, dowody, dokładność, intersubiektywność, powtarzalność wyników, uniwersalność, niezależność od kontekstu kulturowego itd.". Pisze również "religia rozprzestrzenia się przy całkowitym braku któregokolwiek z powyższych wymogów".